# Gouvelândia
Gouvelândia is een gemeente in de Braziliaanse deelstaat Goiás. De gemeente telt 4.790 inwoners (schatting 2009).

## Aangrenzende gemeenten
De gemeente grenst aan Bom Jesus de Goiás, Inaciolândia, Quirinópolis, Ipiaçu (MG) en Santa Vitória (MG).

## Verkeer en vervoer
De plaats ligt aan de weg BR-483/GO-206.